# 安山岩
安山岩（英語：andesite）密度約為2.5 - 2.8g/cm3，是一种中性火山喷出岩，是造山带最普通的火山岩，其中含有斑晶，斑晶是中性斜长石，深色矿物有辉石、角闪石，基质为隐晶质，由斜长石和极少量正长石或石英组成。主要含有的矿物是铁、钛的氧化物。“安山岩”这个词是来源自南美洲的“安第斯山脈”。
安山岩的分类主要依据起斑晶中含有的不同成分，如辉石安山岩、云母安山岩、角闪石安山岩等。安山岩的化学和矿物成分同闪长岩相当，是流纹岩和玄武岩之间的过渡類型岩石，含有范围在57-62%的二氧化矽（化学式：SiO
2）。
安山岩為構成島弧火山的重要火成岩，在新生代环太平洋地区有大量的发现。例如台灣的大屯火山群、富貴角、關子嶺。在台灣，有許多廟宇建造時使用安山岩，有三峽祖師廟，行天宮和南鯤鯓代天府等等都屬於安山岩。
安山岩莫氏硬度為6-7。